# Nuclide
Il termine nuclide designa un atomo caratterizzato dall'avere nel suo nucleo un numero specificato di protoni (numero atomico Z), un numero specificato di neutroni (numero neutronico N) ed anche un eventuale stato energetico del nucleo, che va indicato se non è quello fondamentale. Inoltre, a meno di ulteriore indicazione, si intende che l'atomo sia elettricamente neutro e che quindi il numero degli elettroni presenti intorno al nucleo sia uguale al numero atomico.
Il termine è stato introdotto dal fisico Truman Kohman nel 1947.

## Rappresentazioni
La rappresentazione simbolica del nuclide di un generico elemento E prevede di indicare ad apice sinistro il suo numero di massa A, a pedice sinistro il suo numero atomico Z (che però è già determinato se si scrive il simbolo dell'elemento) e un'eventuale aggiunta (dopo A) di una m ad apice sinistro per denotare un possibile stato eccitato del nucleo (stato metastabile, o isomero nucleare); questa m è eventualmente seguita da un numero, qualora si stessero considerando più stati metastabili (vedi Esempi, sotto). Dal numero di massa e dal numero atomico si può dedurre il numero di neutroni: N = A−Z. Il nuclide generico è quindi rappresentabile come AZE o, se è ionico, come AZEn±.

### Esempi
La scrittura 199E indica un elemento il cui nucleo si compone di 19 nucleoni, dei quali 9 sono protoni; quest'ultima informazione implica che si tratta di un nuclide dell'elemento fluoro e che esso ha nel nucleo 10 neutroni (19-9); inoltre, indica che tale nuclide di fluoro è quello nel suo stato fondamentale, non essendoci l'indicazione di uno stato eccitato. Lo stesso nuclide viene normalmente scritto 19F, anche se a volte può essere utile scrivere 199F, mantenendo l'informazione sul numero atomico. Di seguito, altri esempi di rappresentazioni di nuclidi:
1H, 2H, 3H, 3He, 4He, 7Be, 12C, 14C, 16O, 24Mg, 31P, 40Ca, 56Fe, 57Fe (+0 keV, spin 1/2-), 57mFe (+14,4 keV, spin 3/2-), 80Kr, 99Tc, 99mTc, 178m1Hf, 178m2Hf, 200Hg, 210mBi, 232Th, etc.
L'informazione sul numero di massa del nuclide, e la sua eventuale natura metastabile, può anche essere espressa in linea (invece che ad apice), scrivendola dopo il simbolo dell'elemento o anche il suo nome, facendola precedere da un trattino:
4He = He-4 = elio-4, 56Fe = Fe-56 = ferro-56, 99mTc = Tc-99m = tecnezio-99m
Inoltre, nella rappresentazione AZE, o in quella semplificata AE, c'è spazio per indicare altro, se può servire: ad apice destro possono figurare le altre informazioni che si usano principalmente in chimica: eventuale carica elettrica per uno ione (n±), stato di ossidazione dell'elemento (±m, o anche espresso in numeri romani), ed anche un eventuale stato di eccitazione elettronica, indicata genericamente con un asterisco.
Esempi di uso:
3H   →   3He+ + e− + anti-ν     [decadimento β− di un atomo neutro di trizio a dare uno ione positivo di elio-3, con emissione di un elettrone e di un antineutrino elettronico. Questo processo si può anche riscrivere usando il simbolo del trizio:
T   →   3He+ + e− + anti-ν.
H−T   →   H−3He+ + e− + anti-ν     [il decadimento del trizio facente parte di una molecola di idrogeno triziata, genera un isotopomero dell'elio protonato (HHe+); dato che l'atomo di elio è la base neutra più debole, il suo acido coniugato HHe+ è il più forte acido di Brønsted, capace a sua volta di protonare qualsiasi specie neutra]
22Na+   →   22Ne + e+ + ν     [decadimento β+ di uno ione positivo di sodio-22 a dare un atomo neutro di neon-22, con emissione di un positrone e un neutrino]
20F−   →   20Ne + e− + anti-ν     [decadimento β− di uno ione negativo di fluoro-20 a dare un atomo neutro di neon-20, con emissione di un elettrone e un antineutrino elettronico]
T½(7Be0) > T½(7Be2+)      [l'emivita di un nuclide soggetto a cattura elettronica, qui 7Be, dipende dalla sua carica, seppur lievemente]
Il 57Fe (spin 1/2-, stabile) ha un isomero nucleare, il 57mFe, spin 3/2-, a soli 14,4 keV sopra lo stato fondamentale, il che permette l'uso della spettroscopia Mössbauer per l'elemento ferro e i suoi composti. D'altro canto l'isotopo 57Fe (abbondanza naturale del 2,12%) permette l'uso della spettroscopia RMN per i composti del ferro.
Ci sono circa 1440 nuclidi noti, 280 dei quali sono stabili.

## Tipi di nuclidi
Gli isotopi di un elemento sono un sottoinsieme di nuclidi aventi tutti lo stesso numero atomico di tale elemento, numero che ne caratterizza le proprietà chimiche, e differiscono tra loro per il numero di neutroni (e quindi anche per il numero di massa). Se non si specifica l'elemento a cui ci si riferisce, l'espressione "isotopo radioattivo" non ha senso compiuto, mentre è perfettamente corretta l'espressione "nuclide radioattivo". Esempio: 12C, 13C, 14C sono i tre isotopi naturali del carbonio; i primi due sono stabili, il terzo è radioattivo; il 13C ha spin nucleare di 1/2 e come tale rende possibile la RMN del carbonio.
Per ogni isotopo di un dato elemento possono esistere stati metastabili del nucleo aventi energie diverse: isotopi di uno stesso elemento e con lo stesso numero di massa, che differiscono per il diverso stato eccitato, sono definiti isomeri nucleari. Il passaggio da un isomero nucleare ad un altro implica un'emissione di fotone, o un suo assorbimento.

### Nuclidi in connessione a trasformazioni nucleari
Alcune trasformazioni nucleari, in particolare alcune reazioni nucleari, conservano determinati numeri che caratterizzano il nuclide e ne cambiano altri.
Trasformazioni nucleari che conservano il numero atomico Z tra il nuclide iniziale e quello finale sono quelle che avvengono per scambio (assorbimento o emissione) di particelle elettricamente neutre e sono principalmente di due tipi:
- quelle che avvengono per assorbimento o emissione di un fotone (particella senza massa invariante) e consistono nell'emissione di un fotone (di solito un fotone gamma) da parte di un nucleo eccitato (nuclide metastabile) o nell'assorbimento di un fotone da parte di un nucleo nel suo stato fondamentale che lo porta ad uno stato eccitato; questo è ciò che avviene nel decadimento gamma; questo tipo di trasformazioni può accompagnare altri tipi di decadimento nucleare (α, β) ma è anche implicato nella risonanza magnetica nucleare e nella spettroscopia Mössbauer.
- quelle che avvengono per assorbimento o emissione di una particella massiva come il neutrone; queste sono relativamente rare e consistono in espulsione di neutrone da un nucleo, o un suo assorbimento (cattura neutronica).
- Altre trasformazioni nucleari di questo tipo sono quelle indotte da assorbimento di un neutrino (decadimento beta inverso).[14]

Nuclidi con lo stesso numero di massa ma diverso numero atomico sono chiamati nuclidi isobari (dal greco, "ugualmente pesanti") e necessariamente appartengono ad elementi diversi.
Tutti i decadimenti beta positivi o negativi, singoli o doppi, e compresa la cattura elettronica, singola o doppia, hanno la notevole proprietà di conservare il numero di massa A tra i nuclidi interessati e quindi il nuclide iniziale e quello finale risultano isobari.
Si definiscono isotoni (termine coniato, piuttosto sbrigativamente, inserendo una "n" al posto della "p" di "isotopo") nuclidi aventi lo stesso numero di neutroni ma diverso numero atomico.
Reazioni nucleari che conservano il numero di neutroni sono le emissioni di protoni (o assorbimenti), reazioni nucleari molto rare che interessano nuclidi decisamente lontani dalla condizione di stabilità; un esempio è il nuclide metastabile 53mCo (+3.174 keV).
Il decadimento alfa non conserva né il numero di protoni, né quello dei neutroni (entrambi diminuiscono di due unità), ma si conserva la differenza N-Z; i due nuclidi implicati (padre e figlio) si dicono isodiaferi.

### Radionuclidi
I nuclidi radioattivi vengono anche chiamati radionuclidi: sono nuclidi instabili, in quanto soggetti ad almeno uno dei vari decadimenti radioattivi.